# Seksualni rad migranata
Seksualni rad migranata je seksualni rad kojim se bave pojedini migranti. Seksualni rad podrazumeva pružanje seksualnih usluga, erotski ples, seks preko telefona (tzv. hotline), kao i učešće u porno industriji u zamenu za novac. Migranti su fizička lica koja borave u određenoj državi koja nije njihova matična država. Seksualni rad treba razumeti kao dobrovoljno bavljenje pružanjem seksualnih usluga u zamenu za novac, za razliku od trgovine ljudima koja predstavlja prinudu na seksualnu eksploataciju žrtve.

## Demografija i okruženje
Istraživačima je teško da dođu do tačnih podataka o broju i karaksteristikama migranata koji se bave seksualnim radom. Ipak, prepoznato je da najveći procenat migranata koji se bave seksualnim radom čine osobe ženskog pola, za razliku od građevinskih i poljoprivrednih radova, gde najveći deo čine muškarci.
Udeo migranata među seksualnim radnicima varira od zemlje do zemlje. Tako u Velikoj Britaniji, migranti koji se bave seksualnim radom čine oko 37% svih seksualnih radnika, dok taj udeo u Španiji ide i do 90%.
Ono što razlikuje migrante seksualne radnike od ostalih seksualnih radnika jeste :
- u najvećem broju slučajeva nelegalna imigracija u stranu državu
- loše poznavanje zvaničnog jezika države u kojoj se nalaze

- loš socioekonomski status.

### Razlozi migracije
Najčešći razlog migracije jesu loše ekonomsko stanje i loši uslovi života u matičnoj državi. To je najčešće slučaj sa državama koje se nalaze u ratnom stanju, ili su u skorašnjoj istoriji učestvovale u ratnim sukobima, što je dovelo do lošeg ekonomskog stanja i loših uslova života stanovnika te države.

### Razlozi bavljenja seksualnim radom
Najveći deo migranata koji se bave seksualnim radom čine žene. Najčešće se odlučuju za seksualni rad jer ta delatnost donosi daleko više prihoda od alternativnih delatnosti kao što su čuvanje dece, sređivanje stanova i poslovnih objekata, rad u fabrici.

## Problemi u podacima i istraživanju
Seksualni rad migranata, kao i uostalo seksualni rad, teško se statistički prate.
Najveći problemi u istraživanju seksualnog rada migranata su sledeći:
- Odnos pravnog poretka prema pružanju seksualnih usluga
- Ilegalan boravišni status
- Kolizija kategorija seksualnog rada i trgovine ljudima.

### Odnos pravnog poretka prema pružanju seksualnih usluga
Pojedine države su dekriminalizovale prostituciju i u krivičnom i u prekršajnom zakonodavstvu. Takav zakonski tretman pruža veću zaštitu onima koji se bave pružanjem seksualnih usluga, u tom smislu što ih u svojoj delatnosti policija ne ometa, štaviše oni mogu bez bojazni da se obrate policiji u slučaju da u svom radu dožive nasilje, i policjia je u tom slučaju dužna da reaguje. Upravo takav liberalan zakonski režim prema seksualnom radu daje mogućnost državi da statistički prati trend bavljenja delatnostima pružanja seksualnih usluga, i uoči eventualne probleme u toj oblasti. Oni koji se bave pružanjem seksualnih usluga pristaće da učestvuju u istraživanjima u ovoj oblasti, jer neće snositi nikakve negativne pravne posledice ako podaci o njima i njihovoj delatnosti budu dostupni organima državne uprave. 
Građani koji se bave pružanjem seksualnih usluga treba da budu obavešteni o tome da se podaci koji su prikupljeni od njih, a koji se tiču njihove lične sfere, imaju čuvati u skladu sa zakonom koji uredjuje zaštitu podataka o ličnosti, i da se tako prikupljeni podaci imaju upotrebiti samo za svrhe za koje su i prikupljeni. Saopštavanje , prenos, i uopšte svako drugo korišćenje tuđih podataka van svrhe zbog koje su prikupljeni predstavlja delo kažnjivo prema propisima kaznenog zakonodavstva.
U Republici Srbiji, pružanje seksualnih usluga nije više krivično delo, ali je zadržano kao prekršaj u zakonu kojim se uređuje javni red i mir. Ipak, pravne posledice izvršenja  dela koje je kvalifikovano kao prekršaj daleko su lakše od pravnih posledica izvršenja dela koje je kvalifikovano kao krivično delo.

### Ilegalan boravišni status
Jedan deo migranata boravi u državama koje im nisu izdale boravišne dozvole, niti druge isprave koje im omogućuju legalan boravak. Najčešće su ta grupa migranata dospeli u dotičnu državu pomoću kriminalnih grupa koje se bave krijumčarenjem migranata. U strahu da ne budu deportovani u svoju matičnu državu, ova grupa migranata će odbiti bilo kakvu saradnju, pa i u domenu istraživanja koja se tiču seksualnog rada migranata.

### Kolizija kategorija seksualnog rada i trgovine ljudima
Prostitucija, odnosno komercijalno pružanje seksualnih usluga, različita je kategorija od trgovine ljudima. Prostitucija u svojoj kategoriji podrazumeva slobodnu volju, dobrovoljno bavljenje pružanjem seksualnih usluga u zamenu za novac, dok je kod trgovine ljudima upravo suprotno. Žrtva trgovine ljudima ne želi da pruža seksualne usluge u zamenu za novac, ona je na to primorana od strane kriminalaca koji je drže u zatočeništvu i prisiljavaju je različitim metodama da se bavi pružanjem seksualnih usluga. Građani koji se bave prostitucijom, prisvajaju u potpunosti prihode dobijene pružanjem seksualnih usluga, i njima slobodno raspolažu. Žrtve trgovine ljudima sve prihode dobijene pružanjem seksualnih usluga prenose kriminalcu koji upravlja njima i drži ih u zatočeništvu.
Istraživači u domenu seksualnog rada, u svojim istraživanjima moraju jasno razdvojiti subjekte koji se dobrovoljno bave pružanjem seksualnih usluga i onih za koje se sumnja da mogu biti žrtve trgovine ljudima, što nije uvek lak zadatak. Ta diferencijacija postaje još teža kad se radi o migrantima koji se bave pružanjem seksualnih usluga, jer za ovu kategoriju stanovništva postoji pojačan rizik od trgovine ljudima. Istraživač, kao i ostali građani koji posumnjaju da je pojedini građanin možda žrtva trgovine ljudima, dužni su da o tome obaveste policiju ili javno tužilaštvo specijalizovano za organizovani kriminal. Ako građanin želi da sačuva svoju anonimnost, može anonimno obavestiti o svojim sumnjama relevantnu nevladinu organizaciju koja se bavi suzbijanjem trgovine ljudima, koja bi trebala u tom slučaju da se obrati istražnim organima(javno tužilaštvo, kriminalistička policija).

## Seksualni rad migranata i trgovina ljudima

### Pojačana opasnost od trgovine ljudima
Migranti koji usled ekonomske oskudice dolaze u druge zemlje kako bi poboljšali svoj ekonomski i socijalni status često ne nalaze na podršku okoline u kojoj se nalaze. Dešava se da ne mogu pronaći zaposlenje koje bi im omogucilo adekvatna finansijska sredstva za pristojan život. To ih navodi da potraže one poslove koji nisu popularni, ali su bolje plaćeni od drugih poslova koji su im dostupni. Kako nemaju podršku od institucija i socijalnog okruženja u kome se nalaze, ostaju neinformisani, što ih čini posebno ranjivim grupama kada je u pitanju trgovina ljudima. Upravo iz tog razloga je bitno da se državne institucije i nevladine organizacije koje se bave ovim problemom usmere i na ovu grupu ljudi.

### Slobodna volja ili prinuda
Prostituciju ili seksualni rad karakteriše slobodna volja da se vrši takva delatnost. Ako lice koje se bavi pružanjem seksualnih usluga to ne čini slobodnom voljom, već na njegovu volju utiče prinuda, obmana ili zavisan odnos u kome se to lice nalazi u odnosu na neko drugo lice, onda se radi o trgovini ljudima. Dakle volja, odnosno sloboda ili prinuda, jeste differentia specifica koja razdvaja ove dve pojave. 
Istraživači u ovoj oblasti su podeljeni u stavovima o tome da li je seksualni rad migranata dobrovoljni seksualni rad ili je to samo još jedan oblik trgovine ljudima. Jedan deo njih smatra da je u pitanju samo jedan vid prostitucije, dakle slobodnog seksualnog rada. Drugi smatraju da je u pitanju trgovina ljudima, jer se migranti nalaze zbog svoje situacije u zavisnom položaju i njihov položaj pojedine kriminalne grupe iskorišćavaju na taj način što ih uvode u komercijalno pružanje seksualnih usluga i kasnije od njih oduzimaju deo prihoda koji oni zarade baveći se seksualnim radom. Teškoći određivanja kojoj kategoriji seksualni rad migranata pripada, otežavaju i definicije trgovine ljudima sadržane u pojedinim međunarodnim konvencijama i protokolima o suzbijanju trgovine ljudima. 

## Pravna pitanja

### Pravni status migranata
Migranti koji nemaju legalan status u određenoj stranoj državi strahuju od toga da će ih vladine imigracione službe pronaći i deportovati.To je razlog  zbog koga ova grupa migranata odbija saradnju sa svim državnim institucijama, pa i sa nevladinim organizacijama. Zbog toga je ova grupa migranata lišena mogućnosti da ima pristup agencijama i organizacijama koje se bave zdravstvenom, socijalnom i pravnom podrškom seksualnim radnicima, pa oni bivaju posebno ranjiva grupa, jer praktično nemaju institucionalnu zaštitu u slučaju da pojedinci nad njima izvrše pojedina krivična dela sa elementima nasilja ili u slučaju da im je potrebna zdravstvena zaštita, ili pojedini oblici socijalne zaštite. Pretpostavlja se da ova grupa migranata drugim, alternativnim, načinima štiti svoj integritet. Pojedine zemlje, poput Velike Britanije, formirale su vladine agencije kojima je cilj da i ovoj grupi migranata pruže minimalne standarde socijalne, pravne i zdravstvene zaštite, kao i mogućnost da migrantima koji žele da se vrate u svoju matičnu državu, a nemaju legalan status, niti finansijske mogućnosti, bude obezbeđen poseban postupak tokom koga će imati pristup svim službama socijalne, zdravstvene i pravne zaštite, imati dovoljno vremena da u saradnji sa vladinim agencijama isplaniraju plan povratka i da im troškovi povratka u matičnu državu budu finansirani budžetskim sredstvima Velike Britanije. 

### Pravni status seksualnog rada odnosno prostitucije
Seksualni rad ili prostitucija nemaju isti pravni status u svakoj državi. U pojedinim državama seksualni rad je krivično delo, u drugima samo prekršaj, a u ostalima predstavlja potpuno legalnu delatnost. Janie Chuang, istraživač u ovoj oblasti, identifikovala je četiri modela pravne regulative seksualnog rada:
- Kompletna kriminalizacija. U ovu grupu spadaju države koje bilo koji oblik komercijalnog pružanja seksualnih usluga inkriminišu kaznenim zakonom, i propisuju kaznene  sankcije za lica koja se bave ovim aktivnostima.
- Parcijalna kriminalizacija. Ovaj model, tzv. ''Švedski model'', inkriminiše samo kupovinu seksualnih usluga, dok je prodavanje seksualnih usluga van domašaja kaznenog prava. Na ovaj način se štite lica koja se bave seksualnim radom, ali istovremeno gone i kažnjavaju lica koja koriste seksualne usluge u zamenu za novac.
- Dekriminalizacija. U ovu grupu spadaju države u kojima nije kažnjivo zakonom bavljenje ovim aktivnostima.
- Legalizacija. U ovu grupu ubrajaju se države u kojima postoji i razvija se radno i socijalno pravo posvećeno zaštiti i transparentnosti onih koji se bave ovim aktivnostima. U ovim državama postoje udruženja seksualnih radnika, koja aktivno učestvuju u državnoj socijalnoj politici i zakonodavstvu.

Gore su već navedene prednosti legalizacije seksualnog rada, tako da nije potrebno na ovom mestu navoditi ih ponovo. 
Pružanje seksualnih usluga u zamenu za novac legalna je aktivnost u Brazilu, Argentini, Meksiku, Velikoj Britaniji, Nemačkoj, Poljskoj, Španiji, Italiji, i Turskoj, dok je kažnjiva u Sjedinjenim Američkim Državama, Ujedinjenim Arapskim Emiratima, Saudijskoj Arabiji, Iranu, Iraku, Rusiji, Kini, Tajlandu, Filipinima kao i u većini zemalja na afričkom kontinentu.
U Republici Srbiji, komercijalno pružanje seksualnih usluga, odnosno prostitucija, nije krivično delo. Bavljenje prostitucijom, ali i korišćenje usluga prostitucije , smatra se prekršajem protiv javnog reda i mira i zaprećene su novčane kazne od 50.000 do 100.000 RSD.

## Seksualni rad i migranti u Srbiji
Prema saznanjima pojedinih medija, Srbija pripada grupi zemalja sa visokim procentom bavljenja prostitucijom. Najmlađa ''prodavačica ljubavi'' koju su organi javnog reda procesuirali ima 14 godina. Uzrok prostitucije je najčešće loše finansijsko stanje. U praksi se najčešće za ovaj prekršaj izriču kazne do 330 evra u dinarskoj protivvrednosti.
Postoje sanzanja pojedinih medija i organizacija za pomoć migrantima koje deluju u Srbiji, da pojedini državljani Srbije domicilirani u Beogradu iskorišćavaju težak položaj u kome se migranti nalaze, i nude novac dečacima i mladim momcima u zamenu za seksualne usluge. Organizacije za pomoć migrantima u saradnji sa policijom preduzimaju mere za suzbijanje ove pojave.

## Spoljašnje veze
- Centar za zaštitu i pomoć tražiocima azila
- Centar za zaštitu žrtava trgovine ljudima
- The Sex Workers Project
- ASTRA Anti Trafficking Action
- The UK Network of Sex Work Projects